# Japan Women's Open Tennis 2012
Il Japan Women's Open Tennis 2012, conosciuto per motivi di sponsorizzazione come HP Open 2012, è stato un torneo di tennis che si è giocato sul cemento indoor. È stata la 4ª edizione dell'HP Open, che fa parte della categoria WTA International nell'ambito del WTA Tour 2012. Si è giocato ad Osaka, in Giappone dal 6 al 14 ottobre 2012.

## Partecipanti

### Teste di serie
| Nazionalità | Giocatore               | Ranking* | Testa di serie |
| ----------- | ----------------------- | -------- | -------------- |
| Australia   | Samantha Stosur         | 9        | 1              |
| Cina        | Jie Zheng               | 22       | 2              |
| Stati Uniti | Christina McHale        | 30       | 3              |
| Italia      | Francesca Schiavone     | 33       | 4              |
| Kazakistan  | Jaroslava Švedova       | 36       | 5              |
| Spagna      | Anabel Medina Garrigues | 39       | 6              |
| Sudafrica   | Chanelle Scheepers      | 53       | 7              |
| Regno Unito | Laura Robson            | 60       | 8              |

* Ranking al 1º ottobre 2012

### Altre partecipanti
Giocatrici che hanno ricevuto una wild card:
- Kurumi Nara
- Francesca Schiavone
- Tamarine Tanasugarn

Giocatrici passate dalle qualificazioni:

- Nudnida Luangnam
- Olga Pučkova
- Luksika Kumkhum
- Zhou Yimiao

## Campionesse

### Singolare
Heather Watson ha battuto in finale  Chang Kai-chen con il punteggio di 7-5, 5-7, 7–6(4).
- È il primo titolo WTA in carriera per Heather Watson.

### Doppio
Raquel Kops-Jones /  Abigail Spears hanno battuto in finale  Kimiko Date-Krumm e  Heather Watson per 6-1, 6-4.
- È il quarto titolo in stagione per la coppia statunitense.